# Spilleterning
Spilleterninger bruges i mange forskellige typer spil for at give et tilfældigt resultat. De er for det meste lavet af plastik eller træ, selv om andre materialer kan forekomme. Som  oftest bruges begrebet om den kubeformede version med seks sider, som er den mest almindelige type. Der findes dog også spilleterninger med fire, otte, ti, tolv eller endnu flere sider.
På en terning med seks sider er summen af øjnene på to modstående sider traditionel 7. Hvis terningen fx viser 5, er værdien på den modsatte side altså 2.

## Etymologi
Terning kommer fra det svenske tärning, oldnorske ten(n)ingr og det middelnedertyske ternink. Ordet minder om det middelnedertyske terlink, som betyder lille firkantet pakke, men oprindelsen kan muligvis komme fra det franske ord terne, der betyder tre numre i en række i et lotteri, men i denne sammenhæng benyttes det i betydningen treer i terningespil.